# جورج إتش إلدريدج
جورج إتش إلدريدج (بالإنجليزية: George H. Eldridge)‏ هو عسكري أمريكي، ولد في 12 مايو 1844 في ساكت هاربور في الولايات المتحدة، وتوفي في 20 نوفمبر 1918 في لوس أنجلوس في الولايات المتحدة.